# Камизари
Камизари су били хугеноти који су 1702. године подигли устанак у краљевини Француској. Устанак је завршен неуспехом.

## Устанак
Устанак је избио као последица укидања Нантског едикта од стране Луја ΧΙV којим су 1598. године призната права хугенота по завршетку Хугенотских ратова. Устанак је избио у планинском крају Севена, а назив је добио по речи „chemise“ или старо „camisa“ – кошуља; по кошуљи коју су устаници носили преко одела. На југу Француске било је мноштво хугенота. Парола устанка била је „Никаквих пореза и слобода савести“. Устаници су освајали феудалне замкове. Кријући се по планинама дејствовали су у партизанским одредима. Читаве три године остали су непобедиви. Тек издаја једног од вођа – Жана Каваљеа – унела је раздор у њихове редове. После тога је краљевим трупама пошло за руком да угуше устанак и похватају неке од вођа. Један део је побегао у иностранство.